# Bácsiláz
Bácsiláz (Lazu Baciului) település Romániában, a Partiumban, Máramaros megyében.

## Fekvése
Máramarossziget mellett fekvő település.

## Története
Bácsiláz korábban Máramarossziget része volt.
1910-ben 166 lakosából 122 román, 44 magyar volt.
1992-ben 628 lakosából 626 román, 1 magyar és 1 ukrán volt.